# Job Adriaenszoon Berckheyde
Job Adriaenszoon Berckheyde (Haarlem, 1630 – Haarlem, 23 de novembro de 1693)(?) foi um artista holandês do século XVII, ativo em Haarlem, Amsterdã e Haia.

## Biografia
Irmão de Gerrit Adriaenszoon Berckheyde, que teve o mérito de o apresentar a um género em que viria a ganhar fama, Job foi sobretudo pintor paisagista e autor de vistas arquitetônicas, nas quais predominavam os tons quentes e uma delicada sensação de luz.
Foi também responsável por pinturas de interiores de igrejas, como São Bavo de Haarlem de 1674, hoje no Rijksmuseum de Amsterdã, cenas de gênero ao gosto de Leiden, algumas cenas bíblicas e até retratos. Um bom exemplo de seu estilo é a Bolsa de Amsterdã, localizada no Museu Boijmans Van Beuningen, em Rotterdam.